# Minnesota United FC
Il Minnesota United FC, noto semplicemente come Minnesota United, è una società calcistica statunitense con sede nell'area metropolitana delle Twin Cities, comprendente le città di Saint Paul e Minneapolis, in Minnesota. Dal 2017 milita nella Major League Soccer, disputa le proprie partite casalinghe all'Allianz Field, impianto da 19.400 posti.

## Storia

### La nascita del NSC Minnesota Stars
Nel 2009 la società proprietaria del complesso sportivo del National Sports Center decise di avviare una propria squadra di calcio, in sostituzione dei Minnesota Thunder che fino a quel momento avevano utilizzato la struttura, visto che difficoltà economiche avevano costretto quest'ultima franchigia alla chiusura. Il 5 febbraio 2010 venne annunciato che la nuova squadra si sarebbe chiamata NSC Minnesota Stars e che avrebbe partecipato al campionato di seconda divisione USSF Division 2 Pro League.
Già dopo una sola stagione i proprietari del NSC non furono più in grado di sostenere economicamente la squadra, che venne provvisoriamente gestita direttamente dalla NASL, la nuova lega di appartenenza. Nonostante i problemi societari la squadra riuscì a vincere il campionato, battendo in finale i Fort Lauderdale Strikers.
Il 9 gennaio 2012, per evitare ambiguità dopo il cambio di proprietà, il nome della squadra venne modificato in Minnesota Stars FC. In campionato venne nuovamente raggiunta la finale, stavolta però persa contro i Tampa Bay Rowdies.

### La trasformazione in Minnesota United FC
Il 9 novembre 2012 la società venne acquistata dall'imprenditore William McGuire. Quest'ultimo decise anche di cambiare nuovamente nome alla squadra, modificandolo in Minnesota United FC nel marzo del 2013. Dal punto di vista sportivo il club raggiunse due volte le semifinali dei play-off nelle successive quattro stagioni, inoltre nel 2014 si aggiudicò la Woosnam Cup, ovvero il trofeo assegnato alla squadra della NASL con più punti al termine della stagione regolare.

### Ammissione in MLS
Il 25 marzo 2015 venne annunciata l'ammissione del Minnesota United alla Major League Soccer. A McGuire, già proprietario del club, si unirono come soci di minoranza anche i proprietari di altre squadre sportive cittadine: Minnesota Twins, Minnesota Timberwolves e Minnesota Wild.
Il club ha esordito nella lega maggiore nel 2017, conquistando la prima partecipazione ai play-off nel 2019.

## Colori e simboli

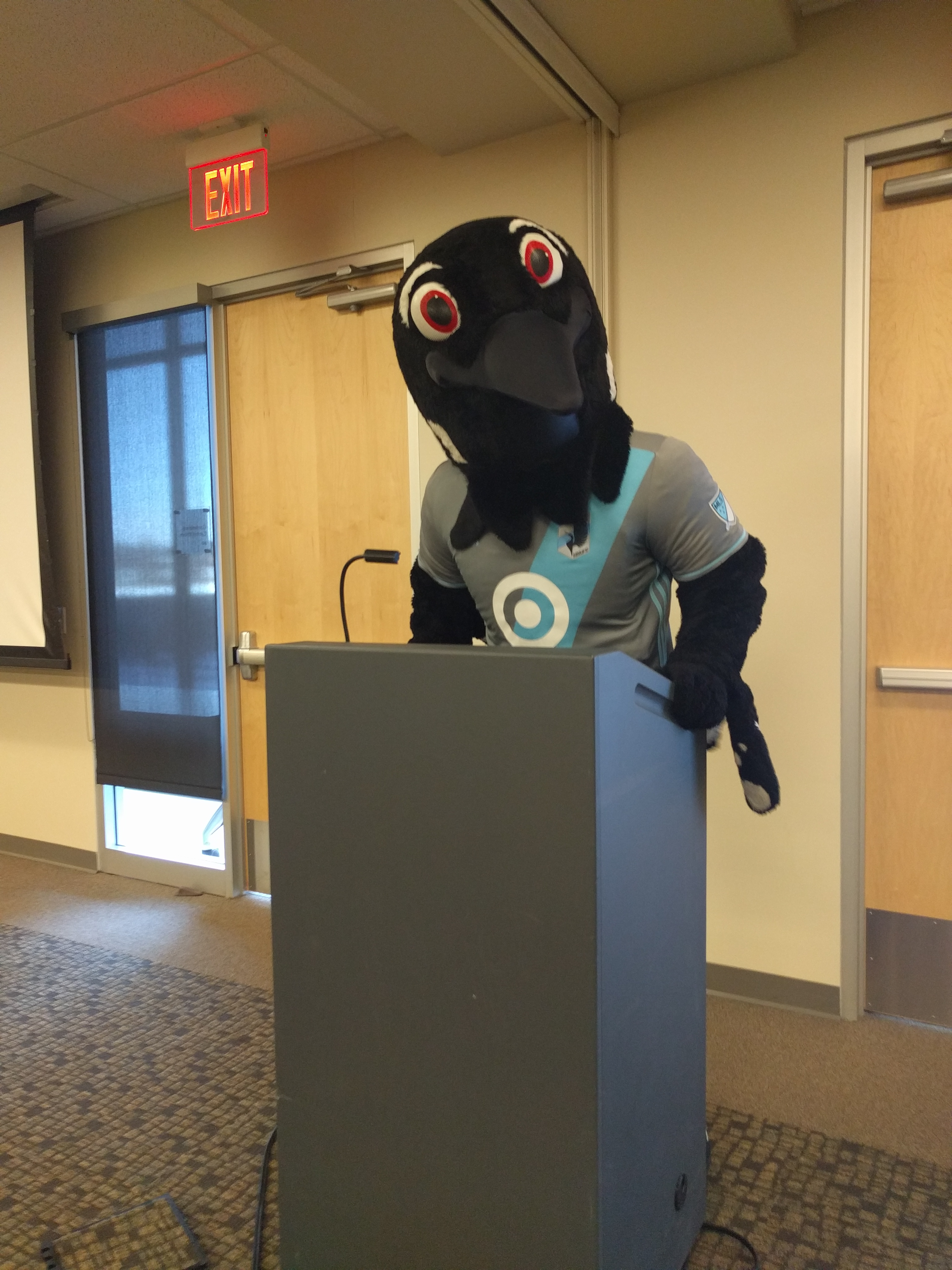
PK the loon, mascotte del Minnesota United

I colori del Minnesota United sono il grigio e il celeste, simbolo rispettivamente delle miniere di ferro del Minnesota e del fiume Mississippi.
L'attuale stemma è composto da due bande grigie separate da una striscia celeste, a rappresentare le città di Minneapolis e Saint Paul divise dal fiume Mississippi; in alto è raffigurata la stella polare a sei punte. Lo scudo è sormontato da una strolaga maggiore, uccello simbolo dello stato e il cui nome in inglese (loon) è diventato anche il soprannome della squadra.
Il club si è dotato anche di una mascotte ufficiale, una strolaga di nome "PK the loon".

## Strutture

### Stadi
Il Minnesota United disputa le proprie partite casalinghe all'Allianz Field, uno stadio specifico per il calcio con una capienza di 19.400 spettatori.

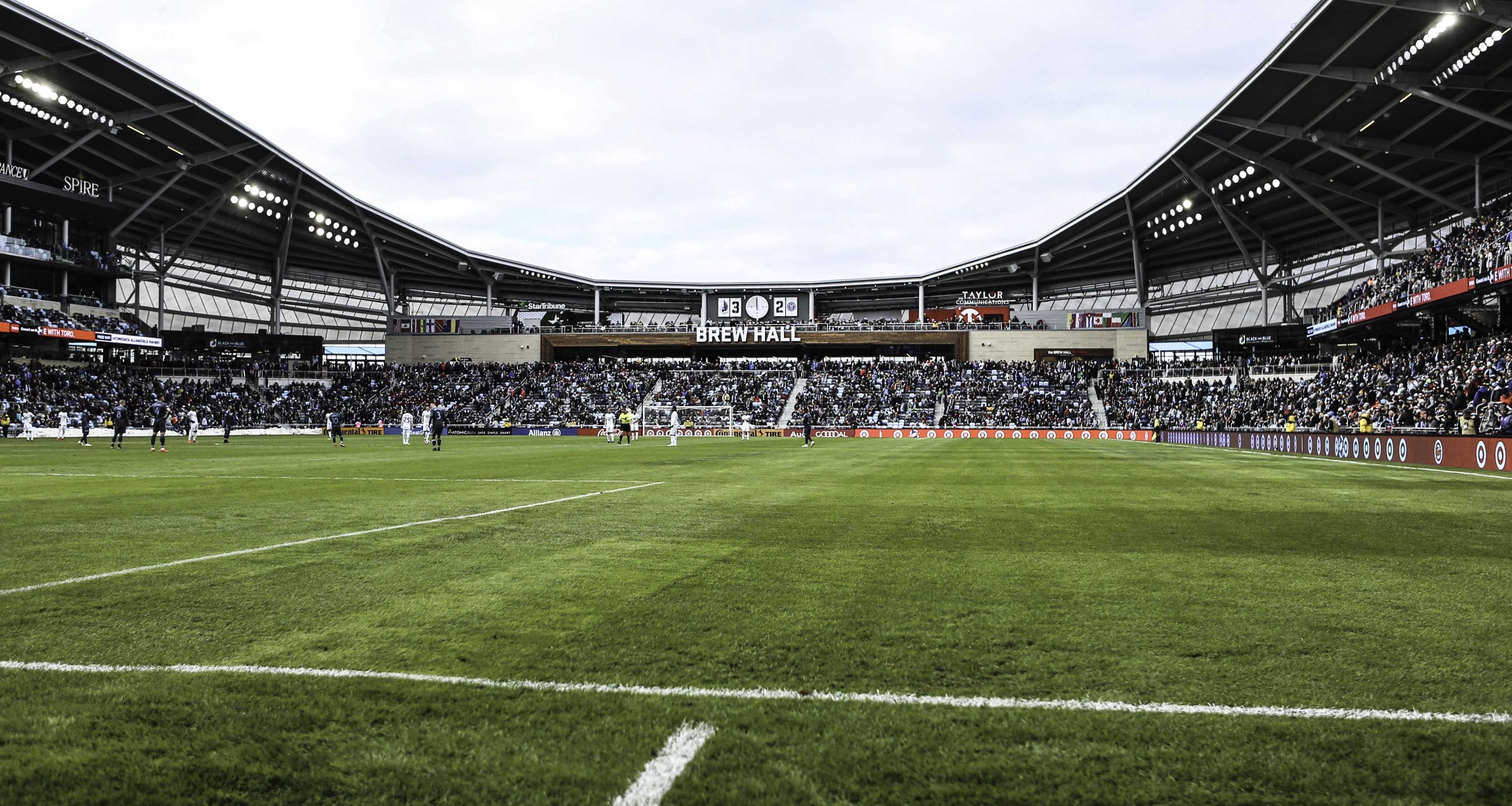
Interno dell'Allianz Field durante la partita inaugurale del 13 aprile 2019

Il presidente del club McGuire aveva manifestato l'intenzione di costruire un impianto di proprietà del club sin dall'ammissione in MLS. Il 23 ottobre 2015 venne annunciata la scelta di un'ubicazione in centro a Saint Paul, l'impianto è stato disegnato dallo studio Populous e i naming rights sono stati venduti alla società assicurativa Allianz. Dopo circa due anni di lavori e una spesa di 250 milioni di dollari, lo stadio è stato terminato nel febbraio 2019, con esordio della squadra il 13 aprile dello stesso anno.
Precedentemente il club aveva giocato le proprie partite casalinghe degli anni della NASL al National Sports Center di Blaine, ad eccezione dei match inaugurali delle stagioni 2012 e 2013 giocati al Metrodome di Minneapolis. Il TCF Bank Stadium ha invece ospitato la squadra per un match nel 2014 e per due intere stagioni nel 2017 e nel 2018, dall'esordio in MLS all'inaugurazione dell'Allianz Field.

### Centro d'allenamento
La squadra effettua le proprie sedute di allenamente al National Sports Center, struttura che ospita anche il settore giovanile del club.

## Allenatori
- 2010-2015  Manny Lagos
- 2016  Carl Craig
- 2017-2023  Adrian Heath
- 2023  Sean McAuley (ad interim)
- 2024  Cameron Knowles (ad interim)
- 2024-in carica  Eric Ramsay

## Statistiche e record

### Partecipazioni ai campionati nazionali
| Livello | Competizione               | Partecipazioni | Debutto | Ultima stagione | Totale |
| ------- | -------------------------- | -------------- | ------- | --------------- | ------ |
| 1º      | MLS                        | 7              | 2017    | 2023            | 7      |
| 2º      | USSF Division 2 Pro League | 1              | 2010    | 2010            | 7      |
| 2º      | NASL II                    | 6              | 2011    | 2016            | 7      |

## Palmarès

### Competizioni nazionali
- Campionato NASL II: 1

2011
- Woosnam Cup: 1

2014

### Altri piazzamenti
- Campionato NASL II:

Finalista: 2012
- Lamar Hunt U.S. Open Cup:

Finalista: 2019

## Organico

### Rosa 2025
Rosa aggiornata al 3 agosto 2025
| N. |                          | Ruolo | Calciatore       |
| -- | ------------------------ | ----- | ---------------- |
| 1  | Stati Uniti (bandiera)   | P     | Clint Irwin      |
| 2  | Stati Uniti (bandiera)   | D     | Devin Padelford  |
| 3  | Porto Rico (bandiera)    | D     | Zarek Valentin   |
| 4  | Messico (bandiera)       | C     | Miguel Tapias    |
| 7  | Argentina (bandiera)     | D     | Franco Fragapane |
| 8  | Honduras (bandiera)      | D     | Joseph Rosales   |
| 9  | Italia (bandiera)        | A     | Kelvin Yeboah    |
| 10 | Argentina (bandiera)     | C     | Emanuel Reynoso  |
| 11 | Corea del Sud (bandiera) | A     | Jeong Sang-bin   |
| 12 | Stati Uniti (bandiera)   | D     | Derek Dodson     |
| 14 | Canada (bandiera)        | A     | Tani Oluwaseyi   |
| 15 | Nuova Zelanda (bandiera) | D     | Michael Boxall   |
| 17 | Finlandia (bandiera)     | C     | Robin Lod        |

| N. |                        | Ruolo | Calciatore           |
| -- | ---------------------- | ----- | -------------------- |
| 19 | Inghilterra (bandiera) | C     | Samuel Shashoua      |
| 20 | Stati Uniti (bandiera) | C     | Wil Trapp            |
| 21 | Sudafrica (bandiera)   | A     | Bongokuhle Hlongwane |
| 24 | Stati Uniti (bandiera) | C     | Julian Gressel       |
| 25 | Costa Rica (bandiera)  | C     | Alejandro Bran       |
| 27 | Stati Uniti (bandiera) | D     | DJ Taylor            |
| 28 | Colombia (bandiera)    | D     | Jefferson Díaz       |
| 29 | Liberia (bandiera)     | A     | Patrick Weah         |
| 31 | Stati Uniti (bandiera) | C     | Hassani Dotson       |
| 67 | Panama (bandiera)      | C     | Carlos Harvey        |
| 90 | Togo (bandiera)        | A     | Loïc Messanvi        |
| 97 | Canada (bandiera)      | P     | Dayne St. Clair      |
| 97 | Stati Uniti (bandiera) | A     | Jordan Adebayo-Smith |

### Rosa 2024
Rosa aggiornata al 21 luglio 2024
| N. |                          | Ruolo | Calciatore       |
| -- | ------------------------ | ----- | ---------------- |
| 1  | Stati Uniti (bandiera)   | P     | Clint Irwin      |
| 2  | Stati Uniti (bandiera)   | D     | Devin Padelford  |
| 3  | Porto Rico (bandiera)    | D     | Zarek Valentin   |
| 4  | Messico (bandiera)       | C     | Miguel Tapias    |
| 7  | Argentina (bandiera)     | D     | Franco Fragapane |
| 8  | Honduras (bandiera)      | D     | Joseph Rosales   |
| 9  | Italia (bandiera)        | A     | Kelvin Yeboah    |
| 10 | Argentina (bandiera)     | C     | Emanuel Reynoso  |
| 11 | Corea del Sud (bandiera) | A     | Jeong Sang-bin   |
| 12 | Stati Uniti (bandiera)   | D     | Derek Dodson     |
| 14 | Canada (bandiera)        | A     | Tani Oluwaseyi   |
| 15 | Nuova Zelanda (bandiera) | D     | Michael Boxall   |
| 17 | Finlandia (bandiera)     | C     | Robin Lod        |
| 19 | Inghilterra (bandiera)   | C     | Samuel Shashoua  |
| 20 | Stati Uniti (bandiera)   | C     | Wil Trapp        |

| N. |                        | Ruolo | Calciatore           |
| -- | ---------------------- | ----- | -------------------- |
| 21 | Sudafrica (bandiera)   | A     | Bongokuhle Hlongwane |
| 22 | Finlandia (bandiera)   | A     | Teemu Pukki          |
| 25 | Costa Rica (bandiera)  | C     | Alejandro Bran       |
| 27 | Stati Uniti (bandiera) | D     | DJ Taylor            |
| 28 | Colombia (bandiera)    | D     | Jefferson Díaz       |
| 29 | Liberia (bandiera)     | A     | Patrick Weah         |
| 31 | Stati Uniti (bandiera) | C     | Hassani Dotson       |
| 37 | Stati Uniti (bandiera) | C     | Caden Clark          |
| 40 | Svezia (bandiera)      | D     | Victor Eriksson      |
| 44 | Stati Uniti (bandiera) | C     | Moses Nyeman         |
| 67 | Panama (bandiera)      | C     | Carlos Harvey        |
| 90 | Togo (bandiera)        | A     | Loïc Messanvi        |
| 97 | Canada (bandiera)      | P     | Dayne St. Clair      |
| 97 | Stati Uniti (bandiera) | A     | Jordan Adebayo-Smith |

### Rosa 2023
Rosa aggiornata al 1º dicembre 2023
| N. |                          | Ruolo | Calciatore       |
| -- | ------------------------ | ----- | ---------------- |
| 1  | Stati Uniti (bandiera)   | P     | Clint Irwin      |
| 3  | Porto Rico (bandiera)    | D     | Zarek Valentin   |
| 4  | Messico (bandiera)       | C     | Miguel Tapias    |
| 6  | Svezia (bandiera)        | D     | Mikael Marqués   |
| 7  | Argentina (bandiera)     | D     | Franco Fragapane |
| 8  | Honduras (bandiera)      | D     | Joseph Rosales   |
| 9  | Paraguay (bandiera)      | A     | Luis Amarilla    |
| 10 | Argentina (bandiera)     | C     | Emanuel Reynoso  |
| 11 | Corea del Sud (bandiera) | A     | Jeong Sang-bin   |
| 12 | Mali (bandiera)          | D     | Bakaye Dibassy   |
| 13 | Stati Uniti (bandiera)   | P     | Eric Dick        |
| 14 | Stati Uniti (bandiera)   | D     | Brent Kallman    |
| 15 | Nuova Zelanda (bandiera) | D     | Michael Boxall   |
| 16 | Canada (bandiera)        | A     | Tani Oluwaseyi   |
| 17 | Finlandia (bandiera)     | C     | Robin Lod        |

| N. |                          | Ruolo | Calciatore           |
| -- | ------------------------ | ----- | -------------------- |
| 20 | Stati Uniti (bandiera)   | C     | Wil Trapp            |
| 21 | Sudafrica (bandiera)     | A     | Bongokuhle Hlongwane |
| 22 | Stati Uniti (bandiera)   | D     | Devin Padelford      |
| 23 | Stati Uniti (bandiera)   | A     | Cameron Dunbar       |
| 25 | Libia (bandiera)         | C     | Ismael Tajouri       |
| 26 | Sudan del Sud (bandiera) | A     | Ryen Jiba            |
| 27 | Stati Uniti (bandiera)   | D     | DJ Taylor            |
| 28 | Colombia (bandiera)      | A     | Ménder García        |
| 29 | Liberia (bandiera)       | A     | Patrick Weah         |
| 31 | Stati Uniti (bandiera)   | C     | Hassani Dotson       |
| 32 | Finlandia (bandiera)     | A     | Teemu Pukki          |
| 33 | Honduras (bandiera)      | C     | Kervin Arriaga       |
| 97 | Canada (bandiera)        | P     | Dayne St. Clair      |
| 99 | Stati Uniti (bandiera)   | P     | Fred Emmings         |

### Rosa 2022
Rosa aggiornata al 17 novembre 2022
| N. |                          | Ruolo | Calciatore        |
| -- | ------------------------ | ----- | ----------------- |
| 1  | Stati Uniti (bandiera)   | P     | Tyler Miller      |
| 2  | Paraguay (bandiera)      | D     | Alan Benítez      |
| 4  | Canada (bandiera)        | D     | Callum Montgomery |
| 5  | Stati Uniti (bandiera)   | C     | Jacori Hayes      |
| 6  | Messico (bandiera)       | C     | Jonathan González |
| 7  | Argentina (bandiera)     | D     | Franco Fragapane  |
| 8  | Honduras (bandiera)      | C     | Joseph Rosales    |
| 9  | Paraguay (bandiera)      | A     | Luis Amarilla     |
| 10 | Argentina (bandiera)     | C     | Emanuel Reynoso   |
| 11 | Danimarca (bandiera)     | C     | Niko Hansen       |
| 12 | Mali (bandiera)          | D     | Bakaye Dibassy    |
| 13 | Stati Uniti (bandiera)   | P     | Eric Dick         |
| 14 | Stati Uniti (bandiera)   | D     | Brent Kallman     |
| 15 | Nuova Zelanda (bandiera) | D     | Michael Boxall    |
| 16 | Canada (bandiera)        | A     | Tani Oluwaseyi    |
| 17 | Finlandia (bandiera)     | C     | Robin Lod         |

| N. |                        | Ruolo | Calciatore           |
| -- | ---------------------- | ----- | -------------------- |
| 18 | Ghana (bandiera)       | A     | Abu Danladi          |
| 19 | Madagascar (bandiera)  | D     | Romain Métanire      |
| 20 | Stati Uniti (bandiera) | C     | Wil Trapp            |
| 21 | Sudafrica (bandiera)   | A     | Bongokuhle Hlongwane |
| 22 | Stati Uniti (bandiera) | D     | Devin Padelford      |
| 24 | Giamaica (bandiera)    | C     | Justin McMaster      |
| 27 | Stati Uniti (bandiera) | D     | DJ Taylor            |
| 28 | Colombia (bandiera)    | A     | Ménder García        |
| 29 | Liberia (bandiera)     | A     | Patrick Weah         |
| 31 | Stati Uniti (bandiera) | C     | Hassani Dotson       |
| 33 | Honduras (bandiera)    | C     | Kervin Arriaga       |
| 36 | Stati Uniti (bandiera) | D     | Nabi Kibunguchy      |
| 91 | Giamaica (bandiera)    | D     | Oniel Fisher         |
| 92 | Giamaica (bandiera)    | D     | Kemar Lawrence       |
| 97 | Canada (bandiera)      | P     | Dayne St. Clair      |
| 99 | Lussemburgo (bandiera) | P     | Fred Emmings         |

### Rosa 2021
Rosa aggiornata al 18 aprile 2021
| N. |                          | Ruolo | Calciatore        |
| -- | ------------------------ | ----- | ----------------- |
| 1  | Stati Uniti (bandiera)   | P     | Tyler Miller      |
| 3  | Stati Uniti (bandiera)   | D     | Ike Opara         |
| 4  | Canada (bandiera)        | D     | Callum Montgomery |
| 5  | Stati Uniti (bandiera)   | C     | Jacori Hayes      |
| 6  | Cuba (bandiera)          | C     | Osvaldo Alonso    |
| 7  | Argentina (bandiera)     | D     | Franco Fragapane  |
| 8  | Slovacchia (bandiera)    | C     | Ján Greguš        |
| 9  | Argentina (bandiera)     | A     | Ramón Ábila       |
| 10 | Argentina (bandiera)     | C     | Emanuel Reynoso   |
| 11 | Danimarca (bandiera)     | C     | Niko Hansen       |
| 12 | Mali (bandiera)          | D     | Bakaye Dibassy    |
| 13 | Stati Uniti (bandiera)   | C     | Ethan Finlay      |
| 14 | Stati Uniti (bandiera)   | D     | Brent Kallman     |
| 15 | Nuova Zelanda (bandiera) | D     | Michael Boxall    |
| 17 | Finlandia (bandiera)     | C     | Robin Lod         |
| 19 | Madagascar (bandiera)    | D     | Romain Métanire   |

| N. |                        | Ruolo | Calciatore       |
| -- | ---------------------- | ----- | ---------------- |
| 20 | Stati Uniti (bandiera) | C     | Wil Trapp        |
| 21 | Stati Uniti (bandiera) | A     | Juan Agudelo     |
| 22 | Finlandia (bandiera)   | D     | Jukka Raitala    |
| 24 | Giamaica (bandiera)    | C     | Justin McMaster  |
| 26 | Stati Uniti (bandiera) | D     | DJ Taylor        |
| 27 | Stati Uniti (bandiera) | A     | Foster Langsdorf |
| 29 | Liberia (bandiera)     | A     | Patrick Weah     |
| 30 | Stati Uniti (bandiera) | P     | Adrián Zendejas  |
| 31 | Stati Uniti (bandiera) | C     | Hassani Dotson   |
| 32 | Ghana (bandiera)       | A     | Abu Danladi      |
| 36 | Stati Uniti (bandiera) | D     | Nabi Kibunguchy  |
| 77 | Stati Uniti (bandiera) | D     | Chase Gasper     |
| 92 | Giamaica (bandiera)    | D     | Kemar Lawrence   |
| 97 | Canada (bandiera)      | P     | Dayne St. Clair  |
| 99 | Lussemburgo (bandiera) | P     | Fred Emmings     |